# 粉毛耳草
粉毛耳草（学名：Hedyotis minutopuberula）为茜草科耳草属下的一个种。

## 扩展阅读
- 維基物種上的相關：粉毛耳草